# Руис, Флор
Флор Денис Руис Хуртадо (исп. Flor Denis Ruiz Hurtado; род. 29 января 1991, Прадера, Валье-дель-Каука) — колумбийская легкоатлетка, специалистка по метанию копья. Серебряный призёр чемпионата мира 2023 года, двукратная чемпионка Южно-Американских игр, участница летних Олимпийских игр 2012 и 2016 годов.

## Биография
Флор Руис родилась 29 января 1991 года в городе Прадера.
В 2012 году Руис приняла участие в летних Олимпийских играх в Лондоне. В метании копья она не смогла квалифицироваться в финал, показав только 32-й результат - 54, 34 метра.
Впервые в карьере в 2013 году колумбийка выступила на взрослом чемпионате мира. В Москве она стала 23-й с результатом 57,47 метров. На следующий год она одержала победу в Южно-Американских играх, которые проходили в Сантьяго. Её результат - 60,59 метров.
На чемпионате мира 2015 года в Китае, она вновь не пробилась в финал и заняла 27-е место с результатом 57,25 метра. На Панамериканских играх в Торонто была пятой.
В Рио-де-Жанейро, на летних Олимпийских играх в 2016 году ей удалось квалифицироваться в финал и показать итоговый девятый результат - 61,54 метра. Через год на мировом первенстве в Лондоне, вновь показала только 23-й результат и 57,94 метра.
В 2019 году приняла участие в Панамериканских играх, которые состоялись в Перу и заняла итоговое шестое место.
В 2022 году приняла участие в Южно-Американских играх, которые состоялись в Парагвае. В метании копья она стала победителем, во второй раз в карьере, с результатом 62,97 метра.
На чемпионате мира 2023 года, который состоялся в Будапеште, колумбийская спортсменка стала серебряной медалисткой с результатом 65,47 метра - это личный рекорд.